# Akademio Literatura de Esperanto
La Akademio Literatura de Esperanto (ALE; letteralmente "Accademia letteraria di esperanto") è una delle due associazioni che rappresentano gli scrittori in lingua esperanto.
È stata fondata il 24 giugno 2008 durante il Congresso Universale di Esperanto di Rotterdam, come naturale continuazione della precedente Esperantlingva Verkista Asocio (EVA; "Associazione degli scrittori in lingua esperanto").
È, al contrario, un organismo ben distinto e dalle finalità completamente differenti rispetto alla Akademio de Esperanto, la massima autorità linguistica in esperanto, che svolge un ruolo analogo a quello dell'Accademia della Crusca nel caso della lingua italiana.

## Storia
La Esperantlingva Verkista Asocio fu fondata nel 1983, e nel 1984 iniziò a collaborare con l'Associazione Universale Esperanto allo scopo di "stimuli kaj plialtniveligi la Esperantlingvan verkadon kaj agnoskigi la Esperantan literaturon en kaj ekster la Esperanto-Movado" ("stimolare e promuovere ad un livello superiore la scrittura di opere letterarie in esperanto, e favorire il riconoscimento della letteratura in esperanto all'interno e all'esterno del movimento esperantista").
Attualmente l'associazione è presieduta da Mauro Nervi; la segretaria è Spomenka Štimec.